# Claudia Bahamón
Claudia Bahamón (Neiva, Colombia; 5 de enero de 1979) es una actriz, modelo y presentadora colombiana.

## Biografía
Estudió Arquitectura en la Universidad Javeriana de Bogotá. Una vez terminó sus estudios no se interesó por la construcción, sino por la escenografía. Realizó proyectos de diseño y publicidad para varias empresas. Por medio del escenógrafo Felipe Sanín, vinculado a Canal RCN, durante un evento de belleza, conoció a Gabriel Reyes Copello, presidente de dicho canal, quien le hizo la propuesta para que fuera presentadora. En enero de 2002 hizo su primer casting, en el que no le fue bien. Sin embargo, en febrero de 2002 se convirtió en presentadora de la sección de farándula de Noticias RCN.
Cubrió eventos especiales como el Fashion Week, reinados de belleza nacionales y los Premios Óscar. También entrevistó a reconocidos artistas. A finales de 2003, después de entrevistar a Chayanne, éste le propuso que estuviera en el video del tema Sentada aquí en mi Alma, y durante la grabación conoció al productor de cine Simón Brand. Menos de un año después, se casaron en Cartagena. Tienen dos hijos, Samuel y Luca.
En la actualidad, Claudia trabaja junto a Jaime Sánchez Cristo, Emilio Sánchez, María Clara Torres, Laura Hoyos y Karl Troller en el programa radial Los Originales. Desde 2015, es la presentadora del programa Master Chef Colombia, transmitido por RCN Televisión para Colombia, y para el resto de Latinoamérica por el canal TLC.
Como modelo ha sido parte de la agencia Stock Models, en donde fue parte de distintas campañas de publicidad.
Claudia ha sido fotografiada para las revistas más importantes de Colombia y Latinoamérica y portada de revistas tales como:
- Caras (Colombia)
- Enforma (Colombia)
- SOHO ED.37 (febrero de 2003)[5] y ED.57 (noviembre de 2004)[6]
- Maxim para Suramérica (2004)[7]
- Don Juan (mayo de 2008)[8]
- Gente (mayo de 2009).[9]
- Elenco del Periódico El Tiempo (agosto de 2009).[10]

Claudia también ha participado en campañas publicitarias para marcas como Studio F, Derek, Masglo, Bellsouth y Movistar.

## Filmografía

### Televisión
| Año       | Programa                   | Rol          |
| --------- | -------------------------- | ------------ |
| 2001      | Francisco el Matemático    | Invitada     |
| 2002-2004 | Noticias RCN               | Presentadora |
| 2003      | Un ángel llamado azul      | Invitada     |
| 2006      | Cambio extremo             | Presentadora |
| 2006      | Señorita Colombia 2006     | Presentadora |
| 2007      | El jugador                 | Presentadora |
| 2008      | Señorita Colombia 2008     | Presentadora |
| 2009      | Cantando en el trabajo     | Presentadora |
| 2015      | Masterchef Colombia        | Presentadora |
| 2015      | Masterchef Junior Colombia | Presentadora |
| 2016      | Masterchef Colombia 2      | Presentadora |
| 2017      | Señorita Colombia 2017     | Presentadora |
| 2018      | Masterchef Celebrity 1     | Presentadora |
| 2019-2020 | Masterchef Celebrity 2     | Presentadora |
| 2021      | Masterchef Celebrity 3     | Presentadora |
| 2021      | ¿Quién es la máscara?      | Participante |
| 2022      | Masterchef Celebrity 4     | Presentadora |
| 2023      | Masterchef Celebrity 5     | Presentadora |
| 2024      | Masterchef Celebrity 6     | Presentadora |
| 2025      | Masterchef Celebrity 7     | Presentadora |

## Premios y nominaciones
Presentando las noticias del entretenimiento y en sus demás facetas profesionales Claudia se ganó el cariño de la teleaudiencia, cariño que se denota al recibir reiterados reconocimientos tanto del público como de los medios, habiendo ganado premios como:
| Año  | Premio                    | Categoría                                         | Resultado |
| ---- | ------------------------- | ------------------------------------------------- | --------- |
| 2004 | TV y Novelas              | Mejor presentadora de noticias                    | Ganadora  |
| 2004 | Premios Orquídea, (Miami) | Mejor presentadora de noticias de entretenimiento | Ganadora  |
| 2017 | TV y Novelas              | Mejor presentadora de variedades                  | Ganadora  |
| 2022 | Premios India Catalina    | Mejor presentadora de noticias de entretenimiento | Ganadora  |
| 2023 | Premios India Catalina    | Mejor presentadora de variedades                  | Ganadora  |
| 2025 | Premios India Catalina    | Presentadora favorita del público                 | Ganadora  |

## Vida personal
Amante del fútbol, es hincha del equipo Santa Fe. Además, le gusta la comida saludable, por eso no come carne. Tiene dos hijos: Luca y Samuel y un sobrino que nació en 2021.
Su padre falleció en un accidente de tránsito en 2020, hecho que la ha sumido en una profunda tristeza.
Desde su matrimonio con Simón Brand en 2004, estableció su domicilio principal en la ciudad de Bogotá.